# El Astillero
El Astillero é um município da Espanha na comarca de Santander, província e comunidade autónoma da Cantábria. Tem 6,8 km² de área e em 2021 tinha 18 116 habitantes (densidade: 2 664,1 hab./km²).

## Demografia
| Variação demográfica do município entre 1991 e 2004 [carece de fontes?] | Variação demográfica do município entre 1991 e 2004 [carece de fontes?] | Variação demográfica do município entre 1991 e 2004 [carece de fontes?] | Variação demográfica do município entre 1991 e 2004 [carece de fontes?] |
| ----------------------------------------------------------------------- | ----------------------------------------------------------------------- | ----------------------------------------------------------------------- | ----------------------------------------------------------------------- |
| 1991                                                                    | 1996                                                                    | 2001                                                                    | 2004                                                                    |
| 12571                                                                   | 13010                                                                   | 14353                                                                   | 15424                                                                   |